# Фролково (Вологодская область)
Фролково — деревня в Череповецком районе Вологодской области.
Входит в состав Мяксинского сельского поселения, с точки зрения административно-территориального деления — в Мяксинский сельсовет.
Расстояние по автодороге до районного центра Череповца — 28 км, до центра муниципального образования Мяксы — 7 км. Ближайшие населённые пункты — Ершово, Малая Новинка, Быково.
По переписи 2002 года население — 22 человека (12 мужчин, 10 женщин). Всё население — русские.